# Каратогай (Павлодарський район)
Каратога́й (каз. Каратогай) — село у складі Павлодарського району Павлодарської області Казахстану. Входить до складу Кенеського сільського округу.
Населення — 220 осіб (2021; 244 у 2009, 289 у 1999, 329 у 1989).
Національний склад станом на 1989 рік:
- казахи — 68 %

До 2011 року село називалось Комарицино.